# Plouvara
Plouvara [pluvaʁa] est une commune du département des Côtes-d'Armor, dans la région Bretagne, en France.
Plouvara appartient au pays historique du Goëlo.

## Géographie
| Châtelaudren-Plouagat | Plélo    |             |
|                       | Plouvara | Plerneuf    |
| Boqueho               | Cohiniac | Saint-Donan |

### Hydrographie
Pour un article plus général, voir Réseau hydrographique des Côtes-d'Armor.
La commune est située dans le bassin Loire-Bretagne. Elle est drainée par le Leff, l'Ic, le Camet et le Moulin Kernier,,.
Le Leff, d'une longueur de 62 km, prend sa source dans la commune du Leslay et se jette  dans le Trieux en limite de Quemper-Guézennec et de Plourivo, après avoir traversé 19 communes.  Les caractéristiques hydrologiques du Leff sont données par la station hydrologique située sur la commune de Boqueho. Le débit moyen mensuel est de 0,473 m3/s. Le débit moyen journalier maximum est de 9,05 m3/s, atteint lors de la crue du 28 février 2010. Le débit instantané maximal est quant à lui de 13,3 m3/s, atteint le même jour.

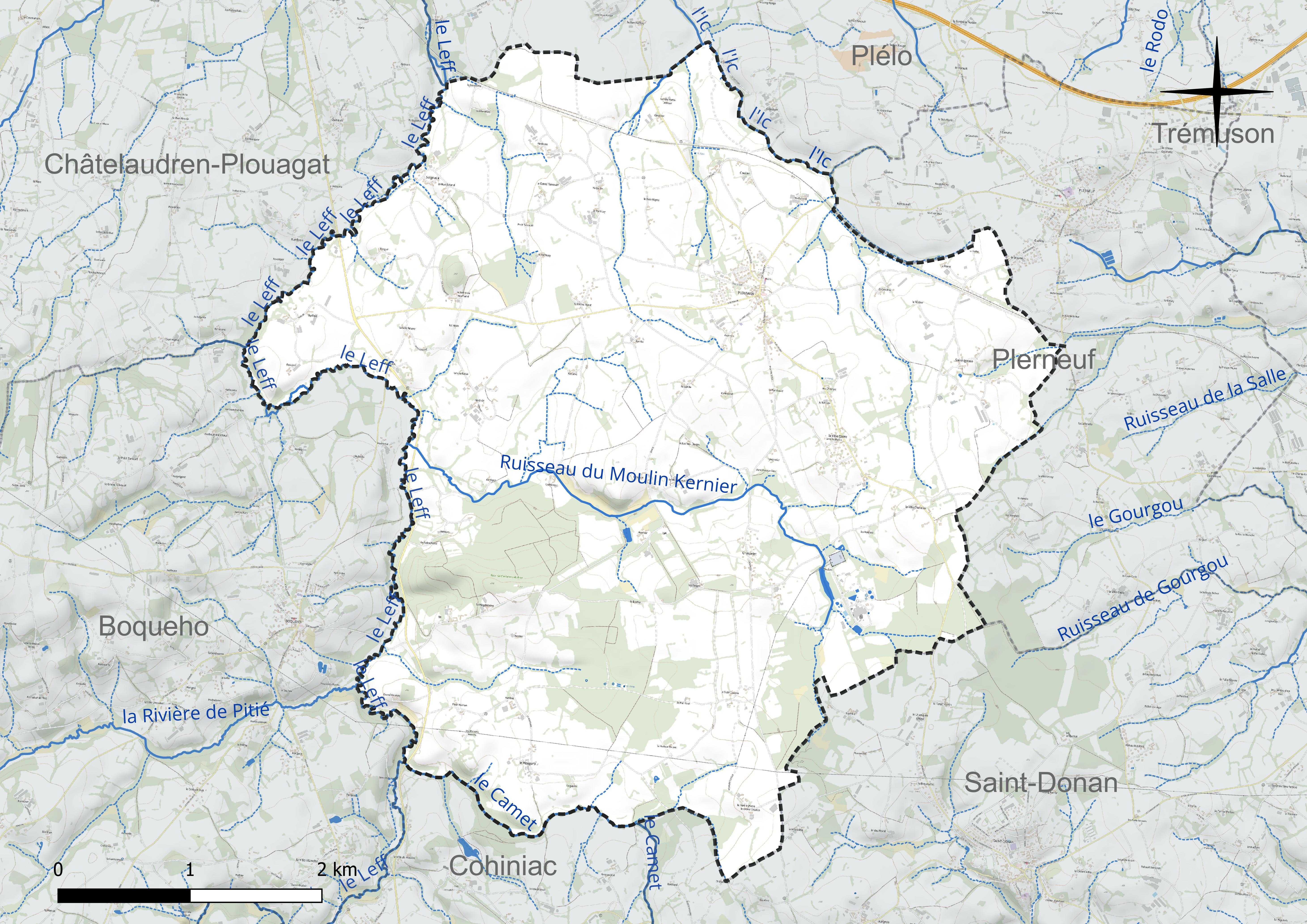
Réseau hydrographique de Plouvara.

L'Ic, d'une longueur de 17 km, prend sa source dans la commune  et se jette  dans la Manche à Binic-Étables-sur-Mer, après avoir traversé sept communes. 

### Climat
Pour des articles plus généraux, voir Climat de la Bretagne et Climat des Côtes-d'Armor.
En 2010, le climat de la commune est de type climat océanique franc, selon une étude du CNRS s'appuyant sur une série de données couvrant la période 1971-2000. En 2020, Météo-France publie une typologie des climats de la France métropolitaine dans laquelle la commune est exposée à un climat océanique et est dans la région climatique  Finistère nord, caractérisée par une pluviométrie élevée, des températures douces en hiver (6 °C), fraîches en été et des vents forts. Parallèlement l'observatoire de l'environnement en Bretagne publie en 2020 un zonage climatique de la région Bretagne, s'appuyant sur des données de Météo-France de 2009. La commune est, selon ce zonage, dans la zone « Intérieur  », exposée à un climat médian, à dominante océanique.  
Pour la période 1971-2000, la température annuelle moyenne est de 10,9 °C, avec  une amplitude thermique annuelle de 11,4 °C. Le cumul annuel moyen de précipitations est de 849 mm, avec 13,7 jours de précipitations en janvier et 7,1 jours en juillet. Pour la période 1991-2020, la température moyenne annuelle observée sur la station météorologique la plus proche, située sur la commune de Trémuson à 5 km à vol d'oiseau, est de 11,4 °C et le cumul annuel moyen de précipitations est de 757,3 mm,. Pour l'avenir, les paramètres climatiques de la commune estimés pour 2050 selon différents scénarios d’émission de gaz à effet de serre sont consultables sur un site dédié publié par Météo-France en novembre 2022.

## Urbanisme

### Typologie
Au 1er janvier 2024, Plouvara est catégorisée commune rurale à habitat dispersé, selon la nouvelle grille communale de densité à 7 niveaux définie par l'Insee en 2022.
Elle est située hors unité urbaine. Par ailleurs la commune fait partie de l'aire d'attraction de Saint-Brieuc, dont elle est une commune de la couronne,. Cette aire, qui regroupe 51 communes, est catégorisée dans les aires de 200 000 à moins de 700 000 habitants,.

### Occupation des sols
L'occupation des sols de la commune, telle qu'elle ressort de la base de données européenne d’occupation biophysique des sols Corine Land Cover (CLC), est marquée par l'importance des territoires agricoles (87,9 % en 2018), une proportion sensiblement équivalente à celle de 1990 (88,2 %). La répartition détaillée en 2018 est la suivante : 
zones agricoles hétérogènes (53,3 %), terres arables (33,3 %), forêts (10,8 %), zones urbanisées (1,3 %), prairies (1,2 %). L'évolution de l’occupation des sols de la commune et de ses infrastructures peut être observée sur les différentes représentations cartographiques du territoire : la carte de Cassini (XVIIIe siècle), la carte d'état-major (1820-1866) et les cartes ou photos aériennes de l'IGN pour la période actuelle (1950 à aujourd'hui).

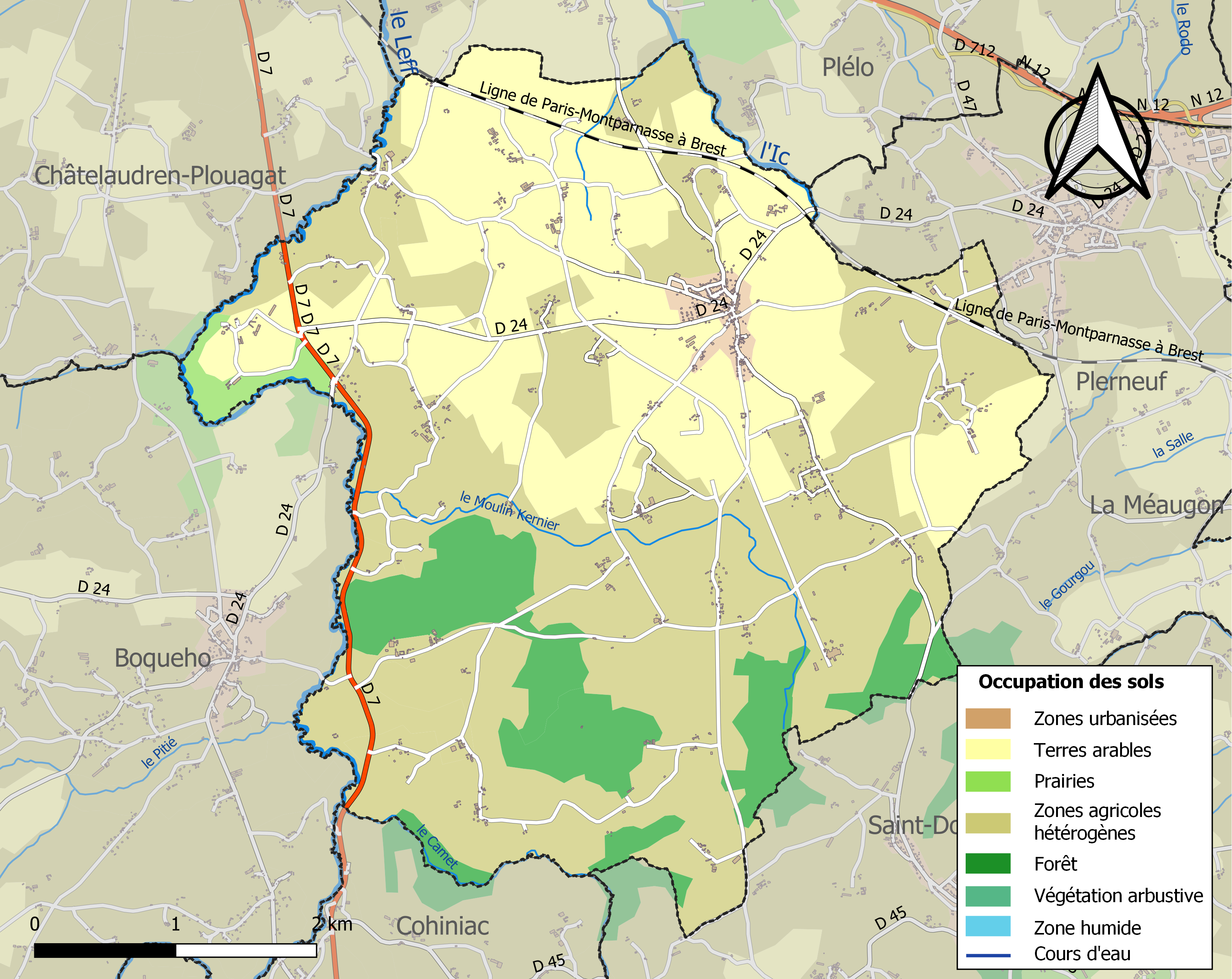
Carte des infrastructures et de l'occupation des sols de la commune en 2018 (CLC).

## Toponymie
Le nom de la localité est attesté sous les formes Plevara en 1184 et en 1189, Ploevara  en 1198, ecclesia de Plevara et Plebara en 1202, Plevara en 1206, Plovara et Plevara en 1211, Plenarga et Plenaria en 1225, Plevara en 1264 et en 1296, Plovera vers 1330, Ploevara en 1428, Plouvara en 1603.
Son nom vient de l'ancien breton plou signifiant paroisse et de Saint-Bara.
Attesté en breton sous les formes Plouvara et Ploufara.

## Histoire
Sous l’Ancien Régime, Plouvara était une paroisse appartenant à l’évêché de Saint-Brieuc et au comté du Goëlo.

### LeXXesiècle

#### Les guerres duXXesiècle
Le monument aux morts porte les noms de 68 soldats morts pour la Patrie :
- 61 sont morts durant la Première Guerre mondiale ;
- 6 sont morts durant la Seconde Guerre mondiale ;
- 1 est mort durant la guerre d'Algérie.

## Histoire linguistique
En 1843, dans son Dictionnaire géographique et historique de la province de Bretagne, Jean Ogée explique qu'on parle français et breton.

## Héraldique
| Blason de Plouvara | Blason  | Parti : au premier coupé d'argent et de gueules au lion de l'un en l'autre, au second d'argent au chef denché de quatre pièces et deux demies de gueules. |
| Blason de Plouvara | Détails | Le statut officiel du blason reste à déterminer. |

## Politique et administration
| Période                                  | Période                | Identité                   | Étiquette           | Qualité |
| ---------------------------------------- | ---------------------- | -------------------------- | ------------------- | --- |
| Les données manquantes sont à compléter. |                        |                            |                     | |
| ca. 1901                                 |                        | Ernest Micault             |                     | Propriétaire |
| ca. 1909                                 |                        | Hippolyte Garel            |                     | Propriétaire-cultivateur                                                                                           |
| ?                                        | mai 1935               | Yves Le Coqû               | Républicain libéral | Agriculteur Conseiller d'arrondissement (1919 → 1931)                                                              |
| mai 1935                                 | avril 1960 (démission) | Pierre Touzé               |                     | Cultivateur |
| avril 1960                               | juin 1995              | Jules Le Garff (1921-2006) |                     | Aviculteur, maire honoraire                                                                                        |
| juin 1995                                | 30 mars 2014           | René Guilloux              | PS                  | Enseignant retraité, maire honoraire Président du Leff communauté (2001 → 2016) Vice-président du Pays de Guingamp |
| 30 mars 2014                             | 27 mai 2020            | Philippe Jourdain          | PS                  | Mandataire judiciaire retraité, ancien adjoint au maire                                                            |
| 27 mai 2020                              | En cours               | Cyril Nicolas              | PS                  | Chargé d’affaires dans les travaux publics Premier adjoint au maire (2014 → 2020)                                  |

### Jumelages
Lenggries (Allemagne)

## Démographie
L'évolution du nombre d'habitants est connue à travers les recensements de la population effectués dans la commune depuis 1793. Pour les communes de moins de 10 000 habitants, une enquête de recensement portant sur toute la population est réalisée tous les cinq ans, les populations de référence des années intermédiaires étant quant à elles estimées par interpolation ou extrapolation. Pour la commune, le premier recensement exhaustif entrant dans le cadre du nouveau dispositif a été réalisé en 2006.

En 2022, la commune comptait 1 149 habitants, en évolution de +0,09 % par rapport à 2016 (Côtes-d'Armor : +1,78 %, France hors Mayotte : +2,11 %).
| 1793  | 1800  | 1806  | 1821  | 1831  | 1836  | 1841  | 1846  | 1851  |
| ----- | ----- | ----- | ----- | ----- | ----- | ----- | ----- | ----- |
| 1 747 | 1 765 | 1 620 | 1 743 | 1 860 | 1 869 | 1 733 | 1 724 | 1 700 |

| 1856  | 1861  | 1866  | 1872  | 1876  | 1881  | 1886  | 1891  | 1896  |
| ----- | ----- | ----- | ----- | ----- | ----- | ----- | ----- | ----- |
| 1 650 | 1 695 | 1 690 | 1 582 | 1 515 | 1 475 | 1 485 | 1 378 | 1 349 |

| 1901  | 1906  | 1911  | 1921  | 1926  | 1931  | 1936  | 1946  | 1954  |
| ----- | ----- | ----- | ----- | ----- | ----- | ----- | ----- | ----- |
| 1 304 | 1 264 | 1 264 | 1 107 | 1 090 | 1 075 | 1 027 | 1 032 | 1 010 |

| 1962 | 1968 | 1975 | 1982 | 1990 | 1999 | 2006  | 2011  | 2016  |
| ---- | ---- | ---- | ---- | ---- | ---- | ----- | ----- | ----- |
| 909  | 793  | 780  | 864  | 933  | 912  | 1 045 | 1 115 | 1 148 |

| 2021  | 2022  | - | - | - | - | - | - | - |
| ----- | ----- | - | - | - | - | - | - | - |
| 1 154 | 1 149 | - | - | - | - | - | - | - |

## Lieux et monuments

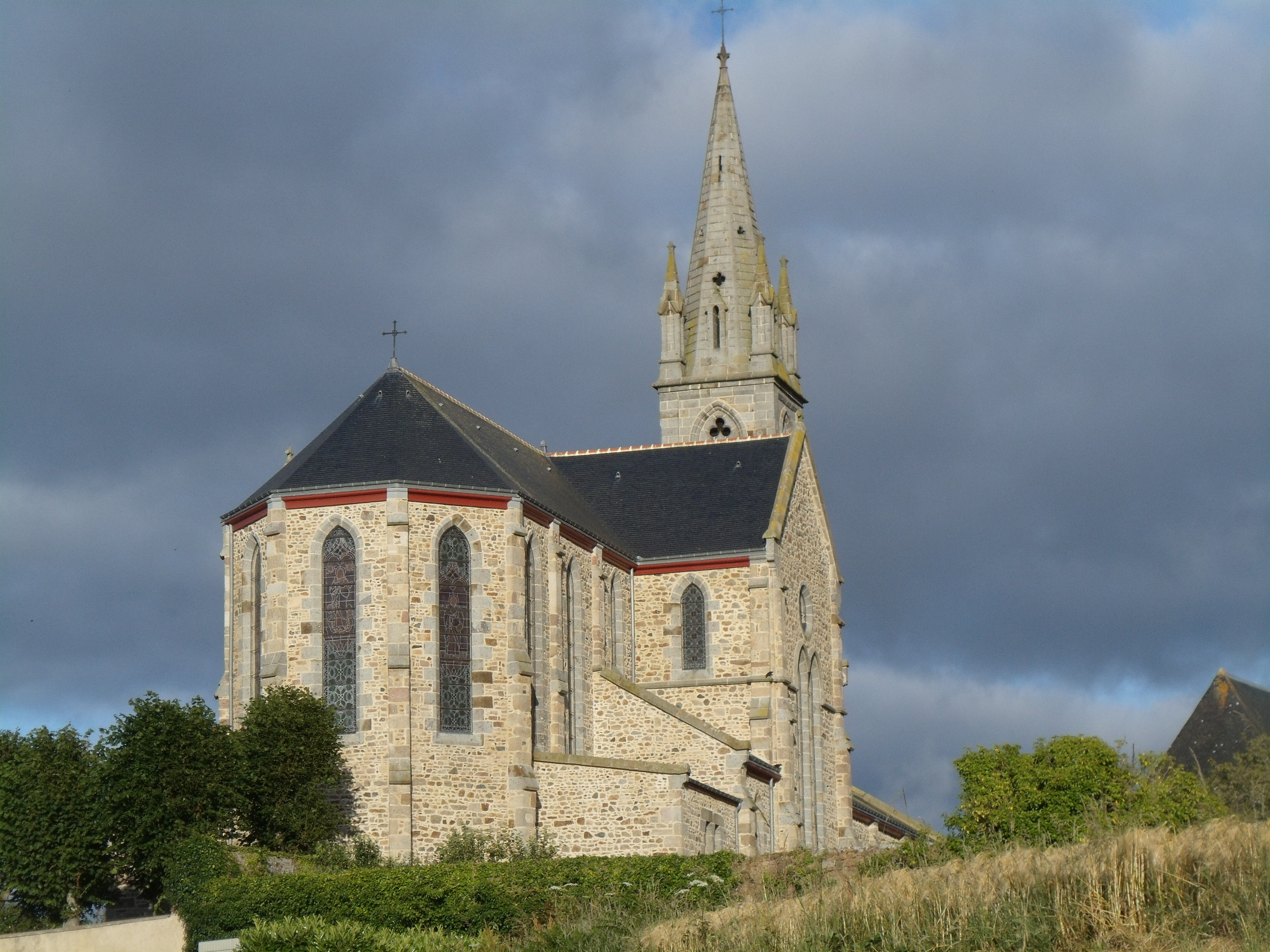
L'église saint-Pierre et Saint-Paul.

- Le menhir du Pré de Camet est classé aux monuments historiques.
- L'église Saint-Pierre-et-Saint-Paul.

## Personnalités liées à la commune
- Jean Gaubert (1947), personnalité politique, né à Plouvara